# Manaurie
Manaurie är en kommun i departementet Dordogne i regionen Nouvelle-Aquitaine i sydvästra Frankrike. Kommunen ligger i kantonen Le Bugue som tillhör arrondissementet Sarlat-la-Canéda. År 2018 hade Manaurie 136 invånare.

## Befolkningsutveckling
Antalet invånare i kommunen Manaurie
Referens:INSEE